# Colin Hendry
Edward Colin James Hendry (Keith, 7 de dezembro de 1965) é um ex-futebolista e treinador de futebol escocês que atuava como zagueiro.

## Carreira
Após jogar por 2 equipes das divisões menores da Escócia (Keith e Islavale), Hendry fez sua estreia como profissional em 1983, no Dundee, onde atuou como atacante. Em 1987, assinou com o Blackburn Rovers, passando a jogar como zagueiro.
Depois de jogar as 7 primeiras partidas da temporada 1989–90 como jogador do Blackburn, assinou com o Manchester City, tendo disputado 77 jogos oficiais (63 na Football League First Division, na época a primeira divisão inglesa) e 10 gols marcados antes de voltar ao Blackburn em 1991, ainda com a segunda divisão nacional em andamento. Os Rovers pagaram 700 mil libras para contar com Hendry, que tornou-se um dos principais nomes do time, sagrando-se campeão inglês de 1994–95. Somando as 2 passagens pelo Blackburn, o zagueiro disputou 365 partidas e fez 34 gols.
Em 1998, voltou à Escócia para defender o Rangers. Embora tivesse vencido o Campeonato Escocês, a Copa da Escócia e a Copa da Liga, o técnico Dick Advocaat afirmou que Hendry "não era o seu tipo de jogador". Na parte final da carreira, vestiu as camisas de Coventry City, Bolton Wanderers, Preston North End e Blackpool, se aposentando dos gramados em 2003, ao final de seu contrato com o Bolton. Ele ainda chegou a jogar uma partida pelo Moorgate, válido pela Blackburn Sunday League, antes da aposentadoria definitiva.

## Seleção Escocesa

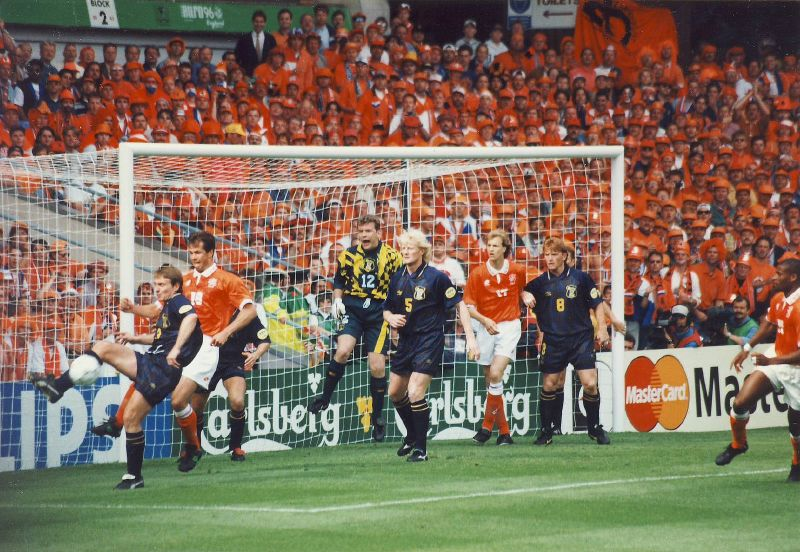
Hendry (camisa 5) entre os neerlandeses Johan de Kock e Jordi Cruijff, na partida entre as seleções válida pela Eurocopa de 1996.

A estreia de Hendry pela Seleção Escocesa foi em 1993, aos 27 anos de idade - havia sido preterido para a Copa de 1990 e a Eurocopa de 1992, apesar da boa fase que vivia no Manchester City.
Na Eurocopa de 1996, ficou marcado pelo chapéu que levou de Paul Gascoigne na partida entre a Inglaterra e a Escócia, na primeira fase, e também jogou a Copa de 1998, sendo o capitão do time. No entanto, Hendry não evitou a eliminação escocesa nos dois torneios.
Sua carreira internacional foi encerrada em 2001, quando foi suspenso por 6 jogos após uma cotovelada desferida em Nicola Albani, no jogo entre Escócia e San Marino, que terminou com vitória dos azuis por 4 a 0 - nesta partida, o zagueiro marcou 2 gols.

## Carreira como treinador
A estreia de Hendry como técnico foi em 2004, no Blackpool, sendo demitido em novembro do ano seguinte devido aos maus resultados do time. Foi também auxiliar-técnico no Boston United em 2006–07, voltando a ser treinador na temporada, comandando o Clyde até janeiro de 2008. Voltou ao Blackburn Rovers em 2012, trabalhando como auxiliar-técnico da equipe Sub-21 até 2014, quando deixou a equipe,

## Títulos
Blackburn Rovers
- Premier League: 1994–95[5]
- Full Members' Cup: 1986–87

Rangers
- Campeonato Escocês: 1998–99
- Copa da Escócia: 1998–99
- Copa da Liga Escocesa: 1998–99